# Alenia Aeronautica
Alenia Aeronautica (колишня «Alenia Spazio», «Alenia Space») — італійська корпорація авіабудування і космонавтики, структурний підрозділ Finmeccanica. Створена в 1990 році шляхом виділення підрозділу, що займається аерокосмічними та військовими проектами.
Самостійно і за спільними з Європою, Бразилією, США проектами, компанія створила або брала участь у створенні ряду бойових, навчально-тренувальних, військово-транспортних літаків і пасажирських авіалайнерів.
За замовленнями Італійського космічного агентства (будучи її основним субпідрядником), Європейського космічного агентства, НАСА компанія створила або брала участь у створенні ряду супутників, міжпланетних станцій, легкої ракети-носія Вега і має унікальний в Європі великий досвід виготовлення герметичних космічних модулів: шаттловскої станції-лабораторії Спейслеб, модулів Міжнародної космічної станції (МКС) «Коламбус», «Гармонія», «Спокій», «Купол» і герметичного багатоцільового модуля постачання МКС (MPLM) «Леонардо» (потім Герметичний багатофункціональний модуль), «Рафаель» і «Донателло».

## Авіаційні проекти та продукція

### Власні
- Alenia C-27 Spartan
- Alenia Aermacchi M-311
- Alenia Aermacchi MB-339
- Alenia Aermacchi M-346
- Alenia Aermacchi SF-260
- ATR 42 MP Surveyor
- ATR 72 ASW
- ATR 72 MP
- Alenia/Embraer AMX

### Спільні
- Eurofighter Typhoon
- Panavia Tornado
- KC-767A
- Т-344

## Космічні проекти та продукція
- Лабораторія Спейслеб, два герметичних модуля.
- Модулі МКС «Коламбус» для ЄКА і «Гармонія», «Спокій», «Купол» для НАСА.
- Багатоцільові модулі постачання МКС (MPLM) «Леонардо» (потім Герметичний багатофункціональний модуль(PMM)), «Рафаель» і «Донателло».
- інші